# Zacarias (São Paulo)
Zacarias é um município brasileiro do estado de São Paulo. A cidade tem uma população de 2 692 habitantes (IBGE/2022). Faz parte da região metropolitana de São José do Rio Preto. Por ordem alfabética, o município é o antepenúltimo do Brasil.

## História
O município foi fundado no ano de 1941, por Antônio Zacarias (1894-1982), tornando-se um povoado, pertencente na época, ao município de Monte Aprazível.
No dia 24 de Dezembro de 1948 foi elevada a distrito do município de Planalto, através da Lei 233, onde permaneceu como distrito durante 44 anos.
O distrito foi elevado a condições de município pela Lei 7664 de 30 de dezembro de 1991, e reconhecido como município no dia 12 de Março de 1992, sendo instalado à 1 de Janeiro de 1993, onde a data de 12 de Março de 1992 foi considerada como sendo o dia da Emancipação Política Administrativa.

## Geografia
Localiza-se a uma latitude 21,05 Sul e a uma longitude 50,05 Oeste. Possui uma área de 319,1 km².

### Hidrografia
- Rio Tietê
- Ribeirão Santa Bárbara

### Rodovias
- SP-461

## Demografia

### População
| Crescimento populacional                             | Crescimento populacional | Crescimento populacional | Crescimento populacional |
| Ano                                                  | População Total          |                          | %±                       |
| ---------------------------------------------------- | ------------------------ | ------------------------ | ------------------------ |
| 2000                                                 | 1 947                    |                          | —                        |
| 2010                                                 | 2 335                    |                          | 19,9%                    |
| 2022                                                 | 2 692                    |                          | 15,3%                    |
| Est. 2024                                            | 2 761                    | [ 10 ]                   | 2,6%                     |
| Fontes: Censos Demográficos IBGE e Estimativas SEADE |                          |                          |                          |

### Dados demográficos
Dados do Censo - 2010
População total: 2.335
- Urbana: 1.836
- Rural: 499
- Homens: 1.173[15]
- Mulheres: 1.162

Densidade demográfica (hab./km²): 7,32

## Infraestrutura

### Comunicações
O sistema de telefones automáticos, assim como o sistema de discagem direta à distância (DDD) com o código de área (0186), foram implantados pela Telecomunicações de São Paulo (TELESP).
Na década de 90 o código DDD foi alterado para (018), para padronização do sistema telefônico com a telefonia celular que estava sendo implantada em todo o estado.

#### Deserto de Notícias
De acordo com o Atlas da Notícia, mapeamento realizado pelo "Instituto para o Desenvolvimento do Jornalismo" (Projor) com a Agência Brasileira de Jornalismo de Dados "Volt Data Lab", Zacarias seria um Deserto de Notícia, pois inexistem meios de comunicação situados neste município que produzem informação local.

## Cultura e lazer

### Esportes
Apesar de ser um dos menores municípios do estado, Zacarias tem uma equipe de futebol: Trata-se do Esporte Clube Zacarias, cujas cores são azul e branco.

## Religião
O Cristianismo se faz presente na cidade da seguinte forma:

### Igreja Católica
- A igreja faz parte da Diocese de Votuporanga.[21]

### Igrejas Evangélicas
Entre as igrejas protestantes históricas, pentecostais e neopentecostais, encontram-se na cidade:
- Assembleia de Deus Ministério do Belém.[24][25]
- Congregação Cristã no Brasil.[26]